# Eva (voornaam)
Eva (Hebreeuws: חוה, Chavah) is een veel voorkomende vrouwelijke voornaam met de betekenis "de leven gevende". De Bijbel wordt algemeen beschouwd als de oudste geschreven bron voor de naam Eva. Daarnaast kan de naam ook afgeleid zijn van het Oud-Egyptische Hewa, Perzische Eva en het Maleis Evuzus.
Een variant op de naam Eva in het Duitse en Poolse taalgebied is Ewa en in het Spaanse taalgebied Evita (kleine Eva) en in het Engels Eve. In andere talen bestaan ook de afleidingen Eveline, Evi en Evy. Typisch Nederlands zijn de vormen Evelien, Eef, Eefje en Eefke. Evelien en vergelijkbare vormen zijn oorspronkelijk verkleinwoorden. De Engelse naam Evelyn heeft mogelijk een andere etymolgie.

## Bekende naamdraagsters
- Eva, Bijbels persoon

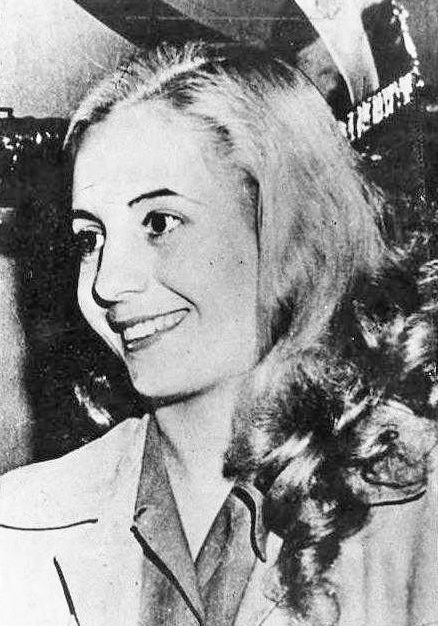
Eva Perón

- Eva, Duitse zangeres van Russisch-Litouwse afkomst
- Eva Ahnert-Rohlfs, Duitse astronoom
- Eva Amaral, Spaanse zangeres
- Eva Amurri, Amerikaanse actrice
- Eva Arndt, Deense zwemster
- Eva Avila, Canadese Idool-winnares in 2006
- Eva Bowring, Amerikaans senator
- Eva Braun, Duitse maîtresse (en later vrouw) van Adolf Hitler
- Eva Burrows, de 13e generaal van het Leger des Heils
- Eva Cassidy, Amerikaanse zangeres
- Eva Celbová, Tsjechische strandvolleybalster
- Eva Cruz, Puerto Ricaanse volleybalster
- Eva Clayton, Amerikaanse politica en lid van het Congres
- Eva Dickson, Zweedse rally-rijder
- Eva Dimas, gewichthefster uit El Salvador
- Eva De Roovere, Vlaamse zangeres
- Eva Eikhout, Nederlands programmamaakster
- Eva Ekeblad, Zweeds botanicus
- Eva Gabor, Hongaarse actrice
- Eva Gore-Booth, Ierse dichteres en drama-schrijfster, suffragette en vakbondsactiviste
- Eva Gray, Britse actrice
- Eva Green, Franse actrice
- Eva Herzigová, Tsjechisch model
- Eva Hesse,  Duits-Amerikaanse beeldhouwster
- Eva Jinek, Nederlands journaliste en presentatrice
- Eva Köhler, echtgenote van de Duitse president Horst Köhler
- Eva LaRue Callahan, Amerikaanse actrice
- Eva Longoria, Amerikaanse actrice
- Eva Maler, Duitse scenarioschrijver
- Eva Marie Saint, Amerikaanse actrice
- Eva Mendes, Amerikaanse actrice
- Eva Merthen, bekend als de Hertogin van Finland, werd bekend als maîtresse van generaal James Keith
- Eva Moore, Britse actrice
- Eva Morris, de oudste door het Guinness Book of Records erkende vrouw in de wereld (115 jaar)
- Eva Nedinkovska, Macedonische zangeres
- Eva Pawlik, Oostenrijkse kunstschaatsster
- Eva Perón (ook wel Evita Perron), voormalig presidente van Argentinië, first lady, actrice en tevens de vrouw van president Juan Perón
- Eva Pigford, Amerikaans model
- Eva Popiel, Japans-Britse actrice uit Zuid-Korea
- Eva Rühmkorf (1935–2013), Duitse psychologe en politica bij de Sozialdemokratische Partei Deutschlands
- Eva Silverstein, een danseres, choreograaf en directeur bij "The Silver-Brown Dance Company"
- Eva Simons, Nederlandse zangeres
- Eva Tanguay, Canadese vaudeville-entertainer
- Eva Van Der Gucht, Vlaamse actrice
- Eva Vlaardingerbroek, Nederlandse rechtsfilosoof
- Little Eva, Amerikaanse zangeres
- Eva Wiessing, Nederlands journalist
- Eva van de Wijdeven, Nederlandse actrice

## Fictieve naamdraagsters
- Eva St. Clare, een personage in Harriet Beecher Stowes roman De hut van Oom Tom
- Eva Kant, een personage uit de comic Diabolik en de animatiefilm Danger: Diabolik
- Eva Wei, het hoofdpersonage in de animatiereeks Oban Star Racers
- EVA (Metal Gear), een personage in de videospelletjes Metal Gear Solid 3: Snake Eater, Metal Gear Solid: Portable Ops, en Metal Gear Solid 4: Guns of the Patriots
- Evangeline A.K. McDowell, een personage uit de manga en anime series "Negima"
- Eva, de watergodin in de mythologie van de MMORPG Lineage II
- Eva, een personage uit de televisiereeks Total Drama Island
- Eva, een personage uit de film Igor
- Eva Ushiromiya, a personage uit de manga-reeks Umineko no Naku Koro ni
- Eva, een personage uit de The Zimmer Twins
- Eva, een personage uit de film Een vrouw als Eva (gespeeld door Monique van de Ven)
- Eva van Dongen, een personage uit de serie Flikken Maastricht